# 黑森-菲利普斯塔爾-巴希費爾德的威廉 (1905-1942)
威廉·奥古斯特·亚历克西斯·赫尔曼（德語：Wilhelm Ernst Alexis Hermann，1905年3月1日-1942年4月30日），出生于富爾達河畔羅滕堡。黑森-菲利普斯塔尔-巴希费尔德王储。是克洛维亲王与索尔姆斯-霍亨索尔姆斯-莱赫的卡洛琳公主的长子。二戰時拒絕加入黨衛隊，改為加入德國國防軍，第2装甲师部署在波兰和法国。随后他在希腊和罗马尼亚作战。
他在戰時成為上尉並獲鐵十字勳章一枚，1942年春在莫斯科附近阵亡。